# Kit Carson County
Kit Carson County je okres ve státě Colorado v USA. K roku 2000 zde žilo 8 011 obyvatel. Správním městem okresu je Burlington. Celková rozloha okresu činí 5 598 km². Byl pojmenován podle Kita Carsona.